# Welington Castillo
Pour les articles homonymes, voir Castillo.
Welington Andrés Castillo (né le 24 avril 1987 à San Isidro, République dominicaine) est un receveur des de la Ligue majeure de baseball. 

## Carrière

### Cubs de Chicago
Welington Castillo signe avec les Cubs de Chicago en 2004. Il fait ses débuts dans les majeures le 11 août 2010 dans un match à San Francisco contre les Giants. Il réussit dès lors son premier coup sûr en carrière, un double contre le lanceur Barry Zito. Il frappe son premier circuit en carrière le 19 septembre suivant face au lanceur Burke Badenhop des Marlins de la Floride. Castillo maintient une moyenne au bâton de ,300 avec un circuit et cinq points produits en sept matchs joués dans ce premier passage dans les majeures. 
Il passe la saison 2011 dans les ligues mineures et n'est rappelé par les Cubs que pour quatre matchs.
Il dispute 52 matchs des Cubs en 2012 alors qu'il frappe pour ,265 avec 5 circuits et produit 22 points, avant de devenir le receveur régulier du club de Chicago en 2013.

### Mariners de Seattle
Le 19 mai 2015, les Cubs échangent Welington Castillo aux Mariners de Seattle contre le lanceur droitier Yoervis Medina. Il ne joue que 6 matchs des Mariners avant d'être impliqué dans une nouvelle transaction.

### Diamondbacks de l'Arizona
Le 3 juin 2015, Welington Castillo, le releveur gaucher Dominic Leone et deux joueurs des ligues mineures (le voltigeur Gabby Guerrero et l'arrêt-court Jack Reinheimer) passent des Mariners aux Diamondbacks de l'Arizona dans l'échange qui envoie à Seattle le voltigeur Mark Trumbo et le lanceur gaucher Vidal Nuño. 

### Orioles de Baltimore
Le 16 décembre 2016, Castillo signe un contrat avec les Orioles de Baltimore.

### White Sox de Chicago
Le 1er décembre 2017, il rejoint les White Sox de Chicago.

## Statistiques
| Saison | Équipe       | G | AB | R | H | 2B | 3B | HR | RBI | SB | BA    |
| ------ | ------------ | - | -- | - | - | -- | -- | -- | --- | -- | ----- |
| 2010   | Chicago Cubs | 7 | 20 | 3 | 6 | 4  | 0  | 1  | 5   | 0  | 0,300 |
| Totaux | Totaux       | 7 | 20 | 3 | 6 | 4  | 0  | 1  | 5   | 0  | 0,300 |

Note : G = Matches joués ; AB = Passages au bâton; R = Points ; H = Coups sûrs ; 2B = Doubles ; 3B = Triples ; 
HR = Coup de circuit ; RBI = Points produits ; SB = Buts volés ; BA = Moyenne au bâton.